# Jaque doble
En ajedrez, un jaque doble es un jaque realizado por dos piezas simultáneamente. En notación de ajedrez, casi siempre se representa como un solo jaque ("+"), pero a veces se simboliza como "++" (sin embargo, "++" a veces también es usado para denotar jaque mate).